# HS 1946+7658
HS 1946+7658, également désigné INTREF 990, est un quasar extrêmement lumineux, qui était souvent considéré comme le quasar le plus lumineux de l'univers, avec une magnitude absolue variable mesurée entre -30.8 et -31.5, située dans la constellation du Dragon. Il a été découvert par une équipe de scientifiques en 1991, mais il ne sera révélé qu'en fin janvier 1992, dans un article publié dans le site de l'université Harvard. Dans cet article, il est décrit comme le quasar le plus lumineux connu sans grossissement gravitationnel. Il sera dépassé par le quasar APM 08279+5255 en fin 1998, avec une magnitude absolue mesurée à -32.2, mais la luminosité de ce dernier est augmentée sous l'effet d'une lentille gravitationnelle (sa vraie magnitude absolue étant de -30.5). Il sera vraiment dépassé en 2020 par le quasar SMSS J2157-3602, avec une magnitude absolue de -32.6, sans l'effet d'une lentille gravitationnelle. Selon son décalage vers le rouge (3.02 ± 0.01), tel que mesuré en 2017 par le télescope Keck I, le quasar se situe à ~4,1 milliards d'a.l. (~ 1,25 milliard de pc) de la Terre. Un papier publié en 1995 montre que HS 1946+7658 pourrait abriter un trou noir supermassif, dont la masse minimum est estimée à 7,5 milliards de M☉ et la masse maximum est estimée à 50 milliards de M☉. Un tel trou noir aurait un rayon de Schwarzschild de 987,3 unités astronomiques et un diamètre de 1974,6 unités astronomiques.

## Structure Lyman-alpha
Les observations radio de HS 1946+7658 ont montré que ce dernier abrite un fort émetteur Lyman-alpha. Cet émetteur montre que l’environnement proche du quasar est très riche en hydrogène neutre très dense qui est ionisé, puis recombiné, la recombinaison créant de fortes raies  Lyman-alpha. Il montre aussi la présence de nuages de gaz voyageant à grande vitesse aux abords du quasar. Les nuages sont organisés comme une forêt, avec de fortes raies d’absorption, montrant que les nuages de gaz vont à une vitesse de 50 à 80 à 150 km/s. Certaines raies Lyman-alpha montrent que l'environnement du quasar est anormalement riche en métaux, de l'ordre de 2,4 à 2,6 fois plus que la métallicité solaire pour un même volume.

## Population
HS 1946+7659 est abrité par une galaxie elliptique qui est éclipsée par la luminosité de son quasar. La galaxie hôte est principalement et étonnamment composée d'étoiles faibles en métaux, contrairement à ce qui est attendu, mais cela peut être lié au fait que la galaxie hôte du quasar se situe dans les premières ères de l'univers, la ou les étoiles riches en métaux étaient très rares. Même si les mesures de métallicité montrent systématiquement un taux de métaux trop faible par rapport à ce qui est attendu, entrant en conflit avec les théories d'évolution thermique des galaxies.

## Variabilité
HS 1946+7658 est un quasar variable à très longue période de variation. Des observations faites sur plusieurs nuits avec des périodes de 11 heures chacune montrent que HS 1946+7658 est un quasar à variabilité hyper-lente, de l'ordre de plus d'un an.

## Activité
Des observations effectuées dans tous les spectres électromagnétiques ont montré que HS 1946+7658 est un quasar très actif et très lumineux dans tout le spectre électromagnétique. Les émissions de HS 1946+7658 dans les bandes J, H et K font que les scientifiques pensent que le trou noir du quasar est en phase de grossissement très rapide, de l'ordre que le trou noir de HS 1946+7658 absorbe plus de 415 M☉ de matière en moins d'un an. Les cartographies rapprochées montrent la présence de fortes raies d'absorption dans quasi toutes les bandes photométriques, les fortes raies semblent venir de nuages de gaz se situant proches du trou noir central de HS 1946+7658. En observant l'évolution des nuages de gaz proches du trou noir, les scientifiques ont déduit leurs vitesses et, corrélé avec les lois de la gravitation, donnent que le trou noir a une masse mesurée entre 7.5 et 50 milliards de M☉. Les observations en onde radio prédisent la présence d'un trou noir de 17 milliards de M☉ avec une croissance de 315 M☉/a, les observations en infrarouge montrent la présence d'un trou noir de 50 milliards de M☉ avec une croissance de 415 M☉/a, et les observations en rayons X montrent la présence d'un trou noir de 7,5 milliards de M☉ avec une croissance de 30 M☉ en moins d'un an.